# Altaï de minerai
Pour les articles homonymes, voir Minerai.
L'Altaï de minerai (en russe : Roudny Altaï Рудный Алтай, en kazakh Kendi Altaï Кенді Алтай) est une expression de géographes pour qualifier la partie ouest et sud-ouest de l'Altaï dans le kraï de l'Altaï, en république de l'Altaï et au Kazakhstan-Oriental dont les massifs montagneux, issus de la chaîne hercynienne, sont métallifères et riches en minerais rares. Ce sont, d'après le dictionnaire encyclopédique de l'Académie des sciences de Russie : les monts Ouba, les monts Kolyvan, les monts Kalba, et les contreforts du Tiguirek, des monts Ivanov, des monts Oulba et du Kholzoun.

## Situation
L'Altaï de minerai se trouve surtout dans la région comprise entre les rivières Tcharych et Irtych.

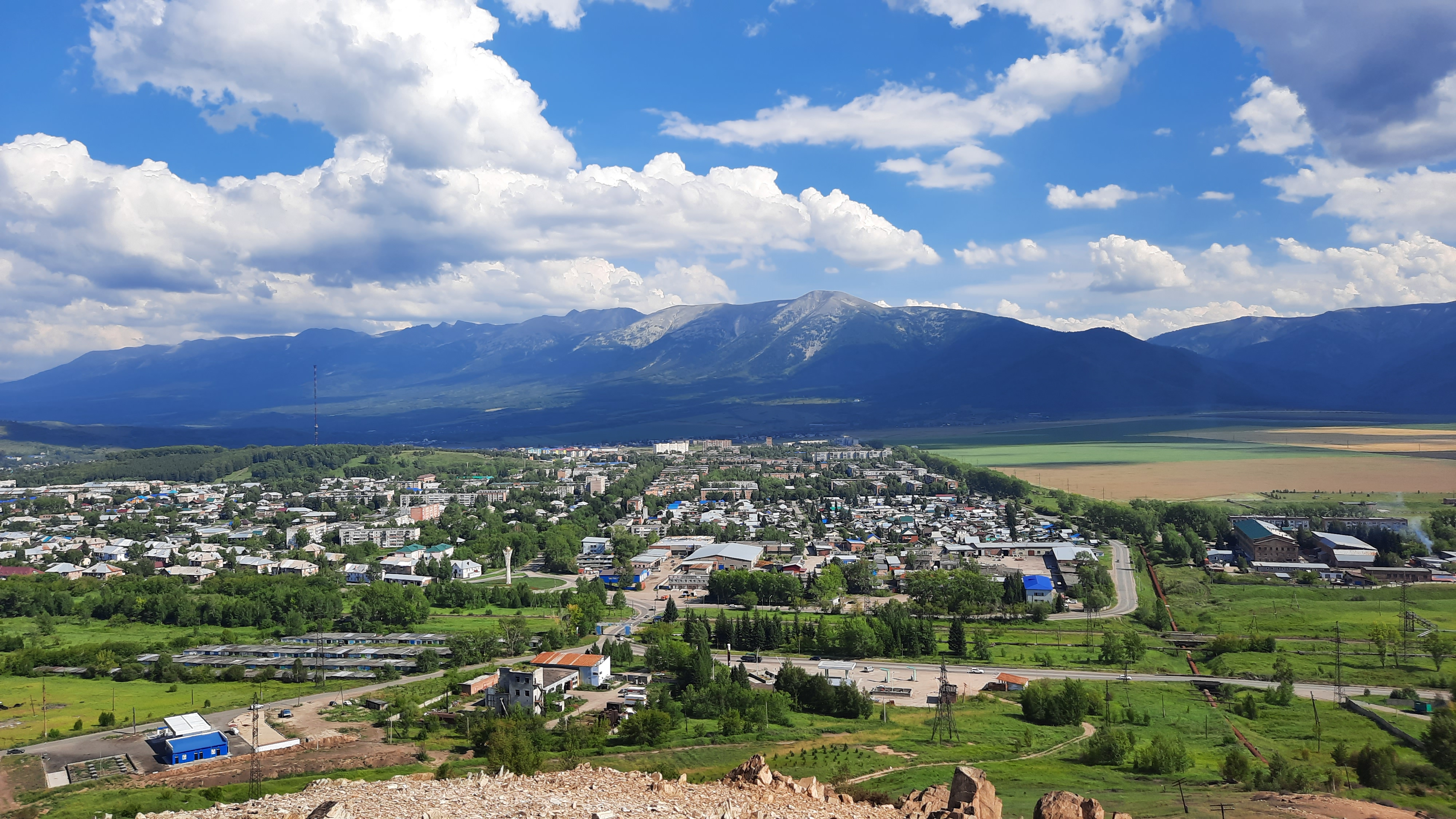
La ville de Ridder dans l'Altaï de minerai.

## Géologie
Ces massifs de montagnes moyennes culminent entre 1 200 mètres et 2 000 mètres et diminuent en hauteur en direction de l'ouest.
Les minéraux polymétalliques que l'on rencontre dans cette région sont principalement la pyrite, la sphalérite, la galène et la chalcopyrite. Les gisements de tétraédrite, de tellure, d'argent et d'or ont une importance particulière.
Les minéraux les plus fréquents sont le quartz, les chlorites, la barytine, la séricite , la cérusite et d'autres carbonates.
Les deux zones où l'on trouve des roches polymétalliques sont deux bandes s'étirant du nord à l'ouest. Dans la zone de l'Irtych et dans la zone s'étirant jusqu'aux mines de Leninogorsk et au-delà vers Öskemen, anciennement Oust-Kamenogorsk, on trouve des roches comprenant du cuivre, du plomb et du zinc.